# Acapulco (Jason Derulo)
Acapulco is een nummer van de Amerikaanse zanger Jason Derulo uit 2021.
"Acapulco" werd in een aantal landen een (bescheiden) hit. Hoewel het in Derulo's thuisland de Verenigde Staten geen enkele hitlijst wist te bereiken, werd het in het Nederlandse taalgebied wel een klein succesje met een 16e positie in de Nederlandse Top 40 en een 47e positie in de Vlaamse Ultratop 50.